# Neato raveni
Neato raveni is een spinnensoort uit de familie Gallieniellidae. De soort komt voor in Queensland.